# Chamaecyparis obtusa
Chamaecyparis obtusa (xiprer japonès, xiprer hinoki o hinoki; en japonès:檜 o 桧, hinoki) és una espècie de conífera de la família Cupressaceae, nativa del Japó central.
És un arbre de creixement lent que fa fins a 35 m d'alt. Les fulles són en forma d'escata de 2-4 mm de llargada. Les pinyes són globoses de 8-12 mm de diàmetre. Chamaecyparis pisifera (xiprer Sawara) que està emparentat se'n diferencia per les seves pinyes més petites.

## Usos

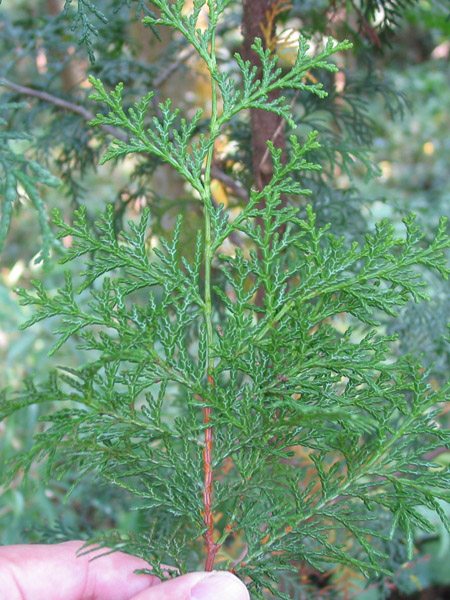
Fulles

Està distribuït al Japó. Una espècie similar de Taiwan es tracta, segons els botànics, com una subespècie o una espècie diferents (com Chamaecyparis obtusa var. formosana) o com Chamaecyparis taiwanensis.
La seva fusta és de molta qualitat i es fa servir per fer palaus, santuaris, teatres tradicionals (noh), taules de ping-pong, etc.
També és planta ornamental en jardins al Japó i altres llocs del món amb clima temperat. N'hi ha moltes cultivars i també es cultiva com bonsai.